# HD 21749
HD 21749 — одиночная звезда в созвездии Сетки. Находится на расстоянии около 53 световых лет от Солнца.
В начале 2019 года фотометрические наблюдения с КТ «TESS» показали, что у звезды есть две экзопланеты.

## Характеристики

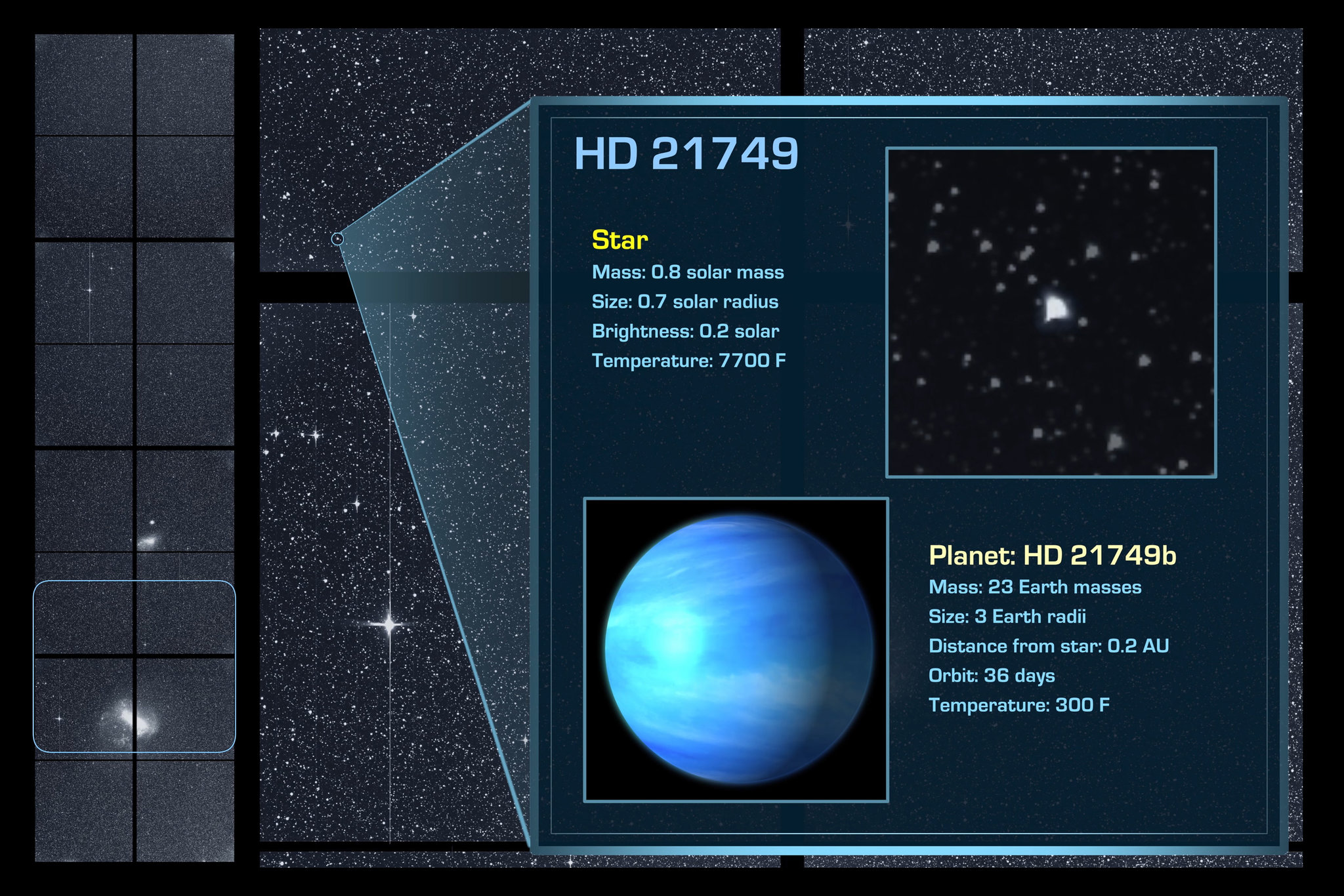
HD 21749 и экзопланета HD 21749b.

Звезда HD 21749 является оранжевым карликом главной последовательности. Её масса составляет приблизительно 68 % массы Солнца, радиус звезды составляет 76 % солнечного радиуса, температура поверхности — 4571 К.
Из-за близости к Солнцу, относится к звездам с быстрым собственным движением. Видимая звездная величина для наблюдателя с Земли — 8,143.

## Планетная система
У HD 21749 известны две планеты: HD 21749 b — подтвержденная горячая экзопланета размером с Нептун и экзопланета HD 21749 c размером с Землю.